# Kawahiva
Les Kawahiva sont un peuple isolé amérindien vivant dans la forêt amazonienne brésilienne avec très peu de contacts avec les autorités et ayant survécu à de nombreuses attaques menées dans le but de les décimer.   

## Qui sont les Kawahiva?
Les Kawahiva sont des chasseurs-cueilleurs nomades peu connus car ils n’ont aucun contact pacifique avec le monde extérieur. Ils sont probablement apparentés aux Piripkura, une tribu voisine, car leur langue, un dialecte tupi-guarani, est similaire, ils se coupent les cheveux de la même manière et utilisent des pointes de flèches de même type pour pêcher. Ce sont les arcs, paniers et autres objets usuels trouvés dans des campements abandonnés qui donnent un aperçu de leur mode de vie : les Kawahiva ont probablement des animaux de compagnie car on a retrouvé des petites cages à perruches, ainsi que des plumes. Ils construisent des échelles élaborées pour collecter le miel dans les arbres et utilisent des pièges pour attraper le poisson dans les cours d’eau. Des palissades faites de branches de palmiers tout autour des campements ont été retrouvées, elles doivent servir à éloigner les animaux sauvages ou à repousser les attaques venant de l’extérieur.
Les tribus voisines les surnomment “têtes rouges” ("Cabeças vermelhas") et “petit peuple” ("Baixinhos"). D’anciennes zones défrichées dans la forêt attestent que les Kawahiva cultivaient probablement le maïs et le manioc et menaient une vie plus sédentaire il y a plusieurs générations. Mais ces trente dernières années, ils ont été forcés de fuir à la suite de séries d’attaques et d’invasions et ils sont probablement devenus nomades pour survivre. La dernière parcelle cultivée de leur territoire a été découverte lors de la construction d’une nouvelle route dans la région il y a plus de trente ans.
Les Kawahiva du Rio Pardo font partie d’un groupe plus large qui s’est fragmenté au fur et à mesure que les étrangers envahissaient leur territoire. Il est probable qu’un grand nombre d’entre eux ont été assassinés par ces envahisseurs qui spolient leurs terres et leurs ressources, ou ont succombé à des maladies telles que la grippe ou la rougeole contre lesquelles ils n’ont aucune immunité.
Un groupe de Kawahiva a été suivi pendant 17 ans par la FUNAI, le département des Affaires indigènes brésiliennes. Ils ont été filmés par l’un de ses agents en 2013 – adultes et enfants semblaient en bonne santé. Il est possible que d’autres groupes de Kawahiva isolés se cachent dans la forêt. 

## Peuple menacé
Leur territoire, Rio Pardo, se trouve dans l’État du Mato Grosso qui détient le taux de déforestation illégale le plus élevé de toute l’Amazonie brésilienne. Rio Pardo fait partie de la municipalité de Colniza, l’une des régions les plus violentes du Brésil. 90 % des ressources de cette municipalité proviennent de l’exploitation forestière illégale.
La situation des Kawahiva est si critique qu’en 2005 un procureur de la République a lancé la toute première enquête qui ait jamais été menée sur le génocide d’une tribu isolée. Vingt neuf personnes soupçonnées d’avoir participé aux meurtres de membres de la tribu kawahiva, dont un gouverneur de l’État et un policier de haut rang, ont été arrêtées mais libérées peu après. L’affaire en est restée là, faute de preuves.
Survival International mène une campagne () pour alerter le monde sur les menaces pesant sur ce peuple et demander aux autorités brésiliennes de reconnaitre et protéger leurs terres, faute de quoi ils risquent de disparaître. 